# 名鉄6000系電車
名鉄6000系電車（めいてつ6000けいでんしゃ）は、名古屋鉄道（名鉄）が1976年から運用している電車である。
本項では、6000系・6500系・6800系の3形式についてまとめて記述する。名鉄の社内では5000系 (初代)以降の高性能車について「SR車」と呼称しているため、本項でもそのように表記するほか、6800系は名鉄の社内では「6000系11次車 - 16次車」「6000系6800番台」などのように6000系の一部として扱われることもあるが、本項では「6800系」という表記に統一する。また、特定の編成について記す場合は、豊橋向きの先頭車の車両番号をもって編成呼称とする（例：豊橋向き先頭車の車両番号がク6001の編成であれば「6001編成」）。

## 概要
第二次世界大戦後の名鉄では初となる本格的な通勤用の電車として登場し、1977年には鉄道友の会よりブルーリボン賞に選出された。4両編成と2両編成という2種類の編成が登場したが、4両編成は1984年からは制御方式を一部変更するとともに接客設備を一部改善した6500系としての増備に移行し、2両編成も1987年から制御方式を一部変更した6800系としての増備に発展、1993年に後継車両として2代目3500系が登場するまで増備が続けられた。
6000系は4両編成で登場し、1978年からは2両編成も登場した。4両編成は1984年以降の増備を6500系に移行し、2両編成は1987年以降の増備を6800系に移行した。

## 登場の経緯
名鉄では1951年（昭和26年）に3850系を登場させて以来、木造車体の車両を鋼体化した一部の形式をのぞき2扉のクロスシート車を導入し続けており、特に1961年（昭和36年）に7000系を登場させてからは1972年（昭和47年）に至るまで7500系・7700系を含むパノラマカーのみを増備し続けていた。自家用車（マイカー）の普及率が高いといわれる愛知・岐阜県下を走る名鉄にとっては、マイカー対策として冷房付きクロスシート車の導入が必要と考えられていたのである。
1960年代後半になると、名古屋都市圏における朝夕ラッシュ時の混雑は激しくなり、名鉄でも1967年（昭和42年）からは犬山線においてもラッシュ時に8両編成での運行が開始されていた。そうした状況においても、当時名鉄の社長であった土川元夫は財務的現状からも輸送力増強には旧型車両の鋼体化が最適としており、名鉄の社内から「通勤輸送にまとまった投資を行い、通勤用の新車を作ってはどうか」という意見が出た際にも「それは不経済車である」として、パノラマカーを列車体系の中心として「クロスシートに座って通勤」という理想像を変えようとしなかった。
しかし、1973年（昭和48年）のオイルショック以降は鉄道を利用する通勤者が急増し、ラッシュ時には本社の管理部門からも主要駅に人員を派遣して乗客を車内に押し込む有様で、しかもそれでも積み残しが出てしまう始末で、乗客からの苦情も多かった。もはや、7000系をはじめとする2扉クロスシートのSR車のラッシュ時運用は限界であった。そうした状況が続くに至り、名鉄もクロスシート指向からの方針転換を余儀なくされ、土川が逝去後の1975年（昭和50年）には東京急行電鉄（東急）から3扉ロングシート車である3700系電車を購入して3880系として運用するようになった。3880系は通勤輸送の3扉ロングシート仕様車のラッシュ時における収容力の高さを実証することになった。
こうした状況下、名鉄は1975年（昭和50年）に入り、本格的通勤車両を製造することを決定した。しかし、営業・運転部門はロングシート車の導入を主張したものの、このような状況下においても名鉄の社内では旧土川派を中心にクロスシートにこだわる考え方が根強く、結局は「座席は後でも直せる」と営業・運転部門が折れ、3扉ではあるがクロスシート車として導入されることになった。
このような経過を経て、名鉄の新造車両としては3550系以来約30年ぶりとなる3扉車として登場したのが本形式6000系である。

## 車両概説
6000系・6500系は系列中に4形式が、6800系は系列中に2形式が存在する。
ク6000形6000系の編成において豊橋側の先頭車となる制御車 (Tc) 。
サ6100形6000系の編成において中間に組み込まれる付随車 (T) 。
モ6200形6000系の編成において岐阜側の先頭車となる制御電動車 (Mc) 。
モ6300形6000系の編成において中間に組み込まれる電動車 (M) 。
ク6400形6500系の編成において豊橋側の先頭車となる制御車 (Tc1) 。
モ6450形6500系の編成において中間に組み込まれる電動車 (M1) 。電動車ユニットの豊橋側の車両である。
ク6500形6500系の編成において岐阜側の先頭車となる制御車 (Tc2) 。
モ6550形6500系の編成において中間に組み込まれる電動車 (M2) 。電動車ユニットの岐阜側の車両である。
ク6800形6800系の編成において豊橋側の先頭車となる制御車 (Tc) 。
モ6900形6800系の編成において岐阜側の先頭車となる制御電動車 (Mc) 。
本節では以下登場当時の仕様を基本として記述し、増備途上での変更点と6500系・6800系は別途節を設けて記述する。更新による変更は沿革で後述する。編成については編成表を参照のこと。

### 車体
先頭車は全長18,950 mm、中間車は全長18,830 mm、車体幅は2,730 mmである。車体は全て普通鋼製で、レール上面から床面までの高さは1,150 mmである。
客用扉は幅1,300 mm・高さ1,808 mmの両開き扉を3箇所に配した。扉の窓を小型化することによって障害事故防止対策とした。6000系では先頭車と中間車の見付を合わせるため、先頭車の扉中心間距離を5,660 mm・中間車の扉中心間距離は6,190 mmとしたが、側面窓はパノラマカーと同様の固定窓（連続窓）で、厚さ3 mm+3 mmの複層合わせガラスを使用した。戸袋窓は設けられていない。
前面は7700系類似の貫通型高運転台で、平面ガラスで構成されたパノラミックウィンドウとしたほか、貫通扉は防水構造とした。前面下部には標識灯（尾灯兼通過標識灯）と乗務員室への通気口が設けられ、周囲をステンレス化粧板で装飾した。前面の貫通扉上には半自動式の幕式行先表示器が設けられた。幕式行先表示器は列車種別と行き先を各々単独に操作できる構造で、種別10コマ・行き先駅名は50コマ（後に60コマに更新）が収容可能である。しかし、名鉄の車両運用の都合上、すべての行き先を収容することは出来ないため、既存の行先板の使用を考慮している。
車体の塗装デザインは名鉄スカーレット1色である。

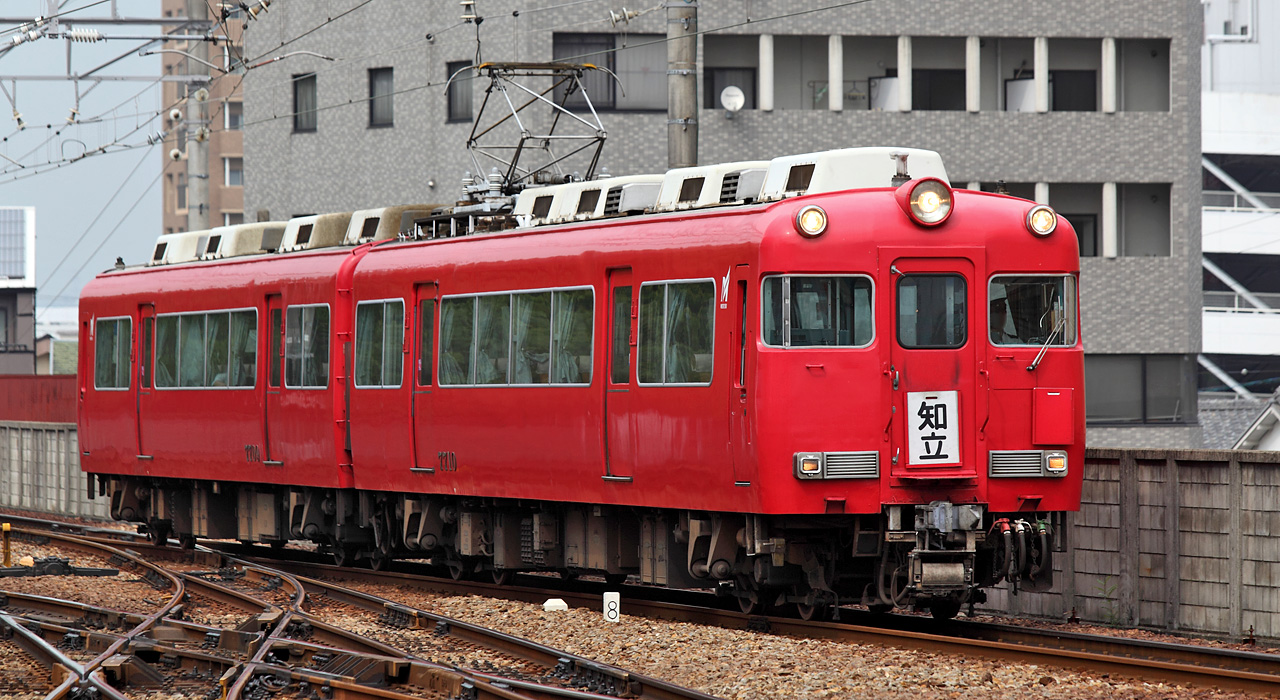
外観のベースとなった7700系

### 内装

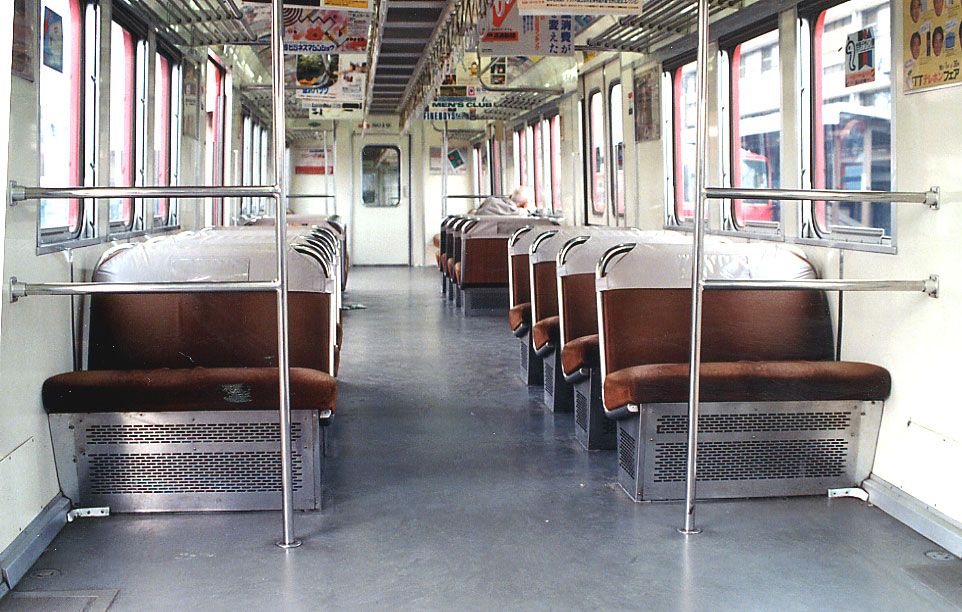
名鉄6000系のクロスシート時代の室内（1989年）

車内は車端部がロングシートで、客用扉の間はクロスシートとした。
クロスシート部分は一方向き固定シートを、中央扉を境に車端方向を向くように配置した。通路の幅を広く確保するために座席の幅は825 mmとし、無駄スペースを省くために通路側の肘掛も設けていない。座面の高さは床から座面先端部分までが390 mmで、背もたれの高さは床から775 mmとした。また、背もたれの傾斜は20度と、それまでの転換クロスシートよりも大きな角度をつけた。シートピッチは750 mmである。ロングシート部分には、ビニール製の玉縁を入れることによって、1人あたりの着席区分を明確化した。
車内通路には全長にわたって吊手が設置されている。1次車ではロングシート部分は吊手棒を設けてそこから吊るしているのに対し、クロスシート部分では天井の冷房装置のダクトカバーから直接吊り下げている。2次車以降はロングシート部分も天井の冷房装置のダクトカバーから直接吊り下げている。
室内の配色は、天井が白色で側壁はクリスタル模様の化粧板とした。座席の表地の色はブラウンとし、シルバーシートの背もたれのみライトブルーとした。

### 主要機器
SR車は登場以来全車電動車方式であったが、6000系ではコストダウンを図るため、SR車では初めて電動車と付随車を1組とする「MTユニット」とした。それまでの名鉄の車両では、電動車と付随車を1組とした場合には豊橋側の車両が電動車であったが、6000系では制御装置や補助機器などの床下機器配置を他のSR車と揃えた結果、豊橋側の車両が付随車となった。
他のSR車との混結も可能で、そのためのジャンパ栓や空気ホースも設けられているが、歯数比や運用目的の相違により運用上は他形式との混結は行わない。

#### 電装品等
| 電動台車 FS398 |  | 付随台車 FS098 |
| 電動台車 FS398 |  | 付随台車 FS098 |

制御装置は、三菱電機製の主制御器であるABFM-204-15MDHA形で、名鉄ではCB-27C-55形と称している。1台の制御器で4基の電動機の制御を行う方式（1C4M）の多段制御装置で、三菱電機製制御装置の採用は5200系以来である。制御段数は、力行が直列17段・並列8段・弱め界磁4段で、制動は17段である。
主電動機については、東洋電機製造製の直流直巻補極補償巻線付電動機のTDK-8050A形が採用された。「MTユニット」としたことに伴い、主電動機の出力はそれまでのSR車の2倍の150 kWとした。駆動方式は中空軸平行カルダン駆動方式で、歯数比は85:14 = 6.07である。制動装置（ブレーキ）は、発電ブレーキ併用のHSC-D形電磁直通ブレーキが採用されたほか、非常用として自動空気ブレーキを併設した。
台車は、住友金属工業製のS形ミンデン式の空気バネ台車が採用された。この台車は7000系に使用されているFS384形台車を重荷重用としたもので、電動台車がFS398形・付随台車がFS098形で、いずれも基礎制動装置はクラスプ式（両抱え式）で固定軸距は2,100 mmである。

#### その他機器

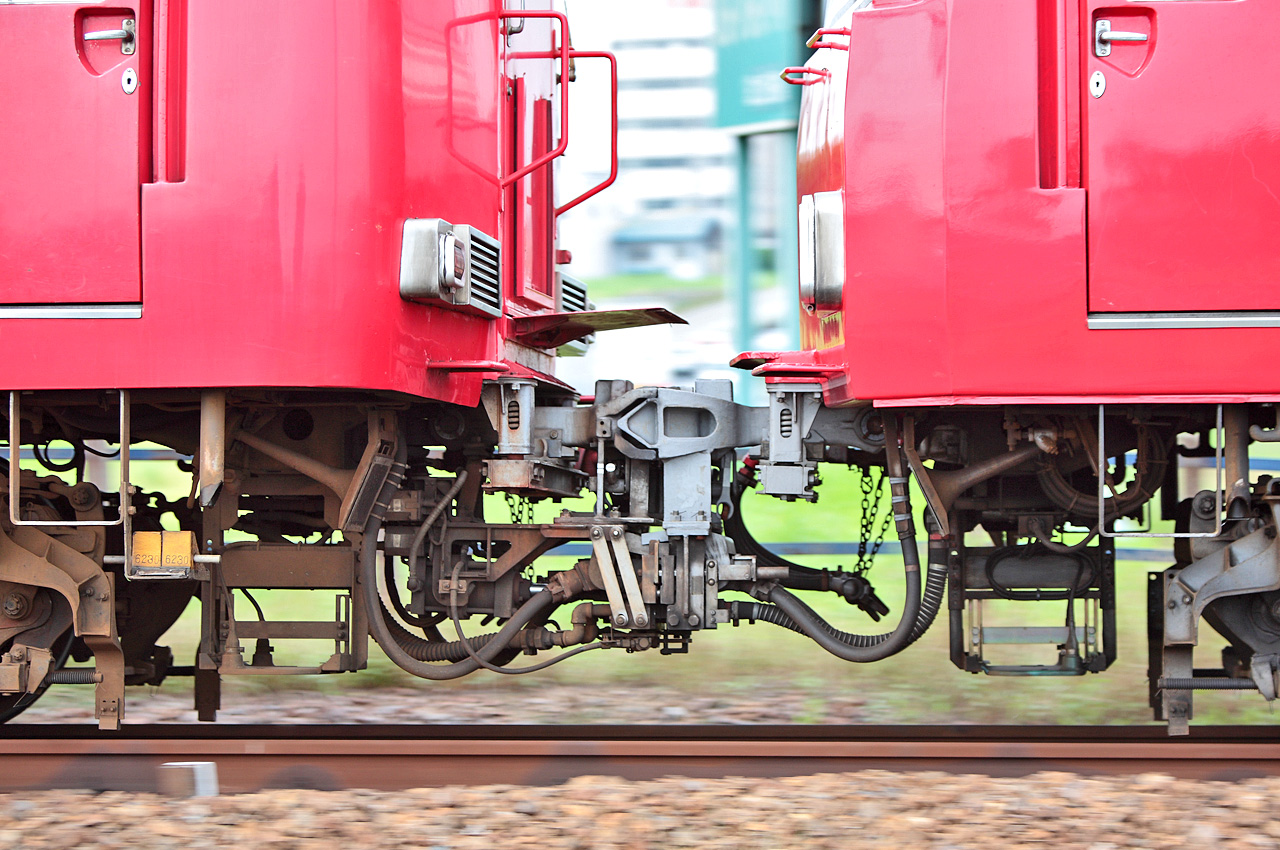
M式自動解結装置

冷房装置は、10,500 kcal/hの冷房能力を有するRPU-3004形を1両につき3台を搭載した。また、混雑時にも十分な冷房効果が得られるように、ラインフローファンをク6000形・モ6300形では5台、モ6000形では4台、サ6100形では6台設けた。補助電源装置は、容量60 kVAのCLG-326-N形電動発電機を装備した。1台で2両分の電源供給が可能である。
集電装置はモ6200形・モ6300形にPT42-F3-M形菱枠型パンタグラフを設けた。
連結器は先頭部分が「名鉄式自動解結装置」（M式自動解結装置）を装備した密着自動連結器で、中間は棒連結器である。

## 増備途上での変更点
1976年12月製造（6000系1次車）
- 1976年12月から1977年2月までに、4両編成6本が製造された。

1977年10月製造（6000系2次車）
- 4両編成2本が増備された[36]。前面は行先表示器上部の構造が変更された[37]ほか、貫通扉の固定位置を変更して前面と同一平面にした[38]。また、方向幕が色地に白抜き文字に変更された[36][注釈 5]。

1978年製造（6000系3次車）
- 2両編成が登場、6本が製造された[37]。基本仕様は2次車と同様である[39]。

1979年製造（6000系4次車）
- 4両編成3本が増備された[36]。当時製造されていた100系に準じて客用扉の窓が大型化された[37]ほか、前面の行先表示器が大型化された[39]。また、貫通路の幅が狭められ、貫通扉が両開きから片開きになった他、レール上面から床面までの高さは1,110 mmとなった[36]。

| 6000系5次車からは側面窓が開閉式となった |  | 開閉式となった側面窓の内部 |
| 6000系5次車からは側面窓が開閉式となった |  | 開閉式となった側面窓の内部 |

1980年製造（6000系5次車）
- 4両編成と2両編成が5本ずつ増備された[37]。この時の増備から省エネルギーの見地から仕様が変更となり[39]、側面窓が開閉式（一段上昇窓）に変更された[40]ほか、冷房装置は冷房能力10,500 kcal/hのRPU-3004A形を2台搭載に変更した[39]上で、新たに熱交換型換気装置（ロスナイ）を設置することによって熱損失の防止を図った[36]。電動発電機は、容量40 kVAのCLG-367形に変更された。[6]また、非常用の自動ブレーキの併設は省略された[40]ほか、当初より列車無線車上装置を装備した[39]。

1981年製造（6000系6次車）
- 4両編成3本と2両編成2本が増備された[39]。車体の各部で軽量化を図った[40]ほか、側面窓隅の寸法が変更された[36]。

1982年製造（6000系7次車）
- 4両編成3本と2両編成2本が増備された[39]。基本仕様は6次車と同様である[40]。

1983年製造（6000系8次車）
- 4両編成4本と2両編成3本が増備された[36]。基本仕様は7次車と同様である[39]。

| 正面が非貫通となった6000系9次車（左）と6500系2次車（右）。6500系2次車・6000系10次車からは標識灯が変更された |  | クロスシート形状が変更された6500系の車内 |
| 正面が非貫通となった6000系9次車（左）と6500系2次車（右）。6500系2次車・6000系10次車からは標識灯が変更された |  | クロスシート形状が変更された6500系の車内 |

1984年製造（6500系1次車・6000系9次車）

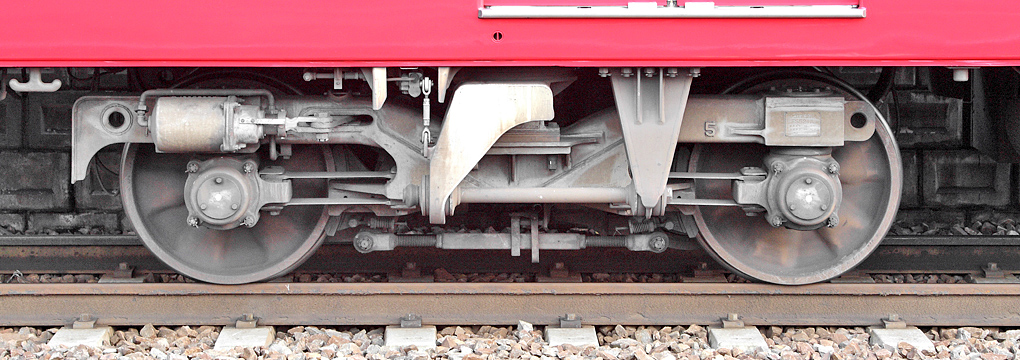
電動台車 FS521A

- この時から4両編成は6500系としての増備に変更され[40]、4本が製造された[41]。当初、本形式より車体をステンレスとする案もあった[42][注釈 6]。
- 運転室の居住性向上の観点から[43]、車体前面部を非貫通構造とした[44]。この変更で全室運転室となり、運転室にも冷房機器が取り付けられた[43]。また、正面下部左右には標識灯が設けられた[27]。正面窓上と客用扉の上半分をライトグレーに塗装し[45]、正面窓下部にはステンレス製の飾り帯を設けた[41][注釈 7]。この前面デザインから「鉄仮面」の愛称で呼ばれた[47][48][49][注釈 8]。編成の組み合わせによって扉位置が変わることを回避するため[27]、先頭車・中間車とも扉中心間距離を5,660 mmに統一し[27]、座席もクロスシートが減少してロングシート部分が増加した[27]。座席自体の構造を見直し、それまでの6000系と比較してシートピッチを50 mm拡大、幅を100 mm・背もたれ高さを110 mm拡大した[27]。補助電源装置は、ゲートターンオフサイリスタ（GTO）素子を用いた容量40 kVAのBS-477-C形静止形インバータ（SIV）に変更された。[6]6500系では界磁チョッパ方式と回生ブレーキを採用した[51]。制御装置は1台の制御器で8基の電動機の制御を行う方式（1C8M）[52]の回生ブレーキ付界磁チョッパ制御装置で[53]、EP-39-A形と称する[8]。界磁チョッパ制御の採用は名鉄では初めてである[44]。台車は住友金属工業製のSU形ミンデン式の空気バネ台車が採用された[2]。電動台車がFS521A形・付随台車がFS098A形で[53]、いずれも基礎制動装置はシングル式（片押し式）で[27]固定軸距は2,100 mmである[2]。6500系1次車のシールドビーム2灯式標識灯は、2003年5月からLED1灯式の3300系（2代）廃車発生品に交換した[16]。
- 2両編成は6000系のままで4本が増備されたが、車体や内装は6500系と同一となった[54]。台車は電動台車がFS521B形・付随台車がFS098B形で[41]、6500系の台車とはブレーキシリンダの直径が異なる[41]ためサフィックスが変更された。いずれも住友金属工業製のSU形ミンデン式の空気バネ台車である[2]。

1985年製造（6500系2次車・6000系10次車）
- 6500系4本[53]と6000系2両編成4本[41]が増備された。前面の標識灯が発光ダイオード（LED）を使用した1灯式に変更され[55]、運転室後部のロングシート長さを860 mmから920 mmに変更した[53]ほか、両端脇のクロスシート部の仕切り板と中央部のロングシート位置を扉側に70 mm寄せた[56]。

1986年製造（6500系3次車）
- 6500系5本が増備された[56]。乗務員室の仕切り壁の配色を、側壁と同様のクリーム色縦縞模様に変更した[53]。

1987年製造（6500系4次車）
- 6500系2本が増備された[55]。側面には当時製造されていた5700系と同様に、側面に種別・行先表示器を設けた[56]ほか、集電装置は離線を少なくするために剛体架線用のPT4214S-A-M形に変更された[53]。

1987年製造（6500系5次車・6800系1次車）
- この時からは2両編成の増備は回生ブレーキを付加した6800系に変更され[12]、6500系2本[57]と6800系4本[58]が製造された。
- 6800系では界磁添加励磁制御を採用した[59]。制御装置は1台の制御器で4基の電動機の制御を行う方式（1C4M）の界磁添加励磁制御装置で[12]、CB-16C-40A形と称する[4]。台車は電動台車がFS521C形・付随台車がFS098C形で[58]、6500系の台車とはブレーキシリンダの直径が異なる[59]ためサフィックスが変更された。
- 冷房装置は6000系5次車以来、10,500 kcal/hのRPU-3004A2台と熱交換器1台という構成だったが、この5次車より再度10,500 kcal/hのRPU-3004A3台構成に戻された。

1988年製造（6800系2次車）
- 6800系4本が増備された[12]。台車は軸受け構造を片つば式に変更したFS521D形・FS098D形に変更された[58]。

| 6500系6次車・6800系3次車からは車体構造が大幅に変更された |  | ヘッドレストを装備するクロスシートに変更された6500系6次車・6800系3次車以降の車内 |
| 6500系6次車・6800系3次車からは車体構造が大幅に変更された |  | ヘッドレストを装備するクロスシートに変更された6500系6次車・6800系3次車以降の車内 |

1989年製造（6500系6次車・6800系3次車）
- 6500系3本[57]と6800系15本[12]が増備された。この時の増備から車体構造は大幅に変更され[55]、車体幅を10 mm拡大した[53]。前面は大型曲面ガラスを2枚使用したものとなり[55]、あわせて乗務員室の仕切り壁の窓を拡大し[57]、客室からの前面展望を向上させた[53][注釈 7]。この前面デザインについては「金魚鉢[60]」「ゴーグル[47]」などと呼ばれた。側面窓は連続窓風のスタイルに変更となり[55]、一部の窓は一段下降窓とした[57]ほか、窓回りはレモンゴールドの金具で押さえる方法に変更した[53]。内装についても、座席形状を見直し、ヘッドレストを装備する[55][注釈 9]とともに、シートピッチを840 mmに拡大した[57]ほか、ロングシートも100系3次車と同様の形状に変更された[53]。また、乗務員室内の色彩がミストグリーンからクリーム色に変更された[55]ほか、6500系の台車は軸受け構造を片つば式に変更した耐雪ブレーキつきのFS521E形・FS098D形に変更された[57]。

1990年製造（6500系7次車・6800系4次車）
- 6500系2本[12]と6800系8本[58]が増備された。基本仕様は6500系6次車・6800系3次車と同一である[57][58]。

1991年製造（6800系5次車）
- 6800系4本が増備された[12]。この時の増備から、6800系はオールロングシートに変更された[59]。立客の視界を確保するため客用扉の窓が上方に大型化された[58]ほか、扉窓の固定方法が金具によって押さえる方式に変更された[12]。内装の配色も変更され、6750系2次車と同様のパープル系に[61]、化粧板がクリーム色に変更された[58]。車内のつり革も枕木方向に増設された[62]。台車は1000系1015編成・1016編成の台車交換により発生した台車に軸ばね調整を行ったFS539A形・FS039A形である[63]。

1992年製造（6500系8次車・6800系6次車）
- 6500系2本[12]と6800系4本が増備された[58]。6500系もオールロングシートに変更された[57]。車内のロングシート長さを一部変更することによって扉付近のスペースを広くした[58]ほか、車号板の文字色が黒から群青色に変更されている[64]。

## 沿革

### 6000系運用開始
| 6000系を先頭にした8両編成 |  | 1次車車内に飾られたブルーリボン賞エンブレム |
| 6000系を先頭にした8両編成 |  | 1次車車内に飾られたブルーリボン賞エンブレム |

6000系は1976年12月21日、朝ラッシュ時の津島線の列車から運用を開始、年が明けた1977年の正月には、座席指定制特急に運用される車両が不足したため、犬山線・常滑線などの一般特急（後の高速）にも運用された。さらに同年1月10日からは、犬山線で朝ラッシュ時に最も混雑する列車に8両編成で運用されるようになった。この列車は、それまでは3550系とOR車を組成した8両編成で運用されており、それまでは5分から8分程度の遅れも珍しくなかったのに対し、6000系が投入されてからは遅延はほとんどなくなった。
この年、6000系は鉄道友の会より第20回ブルーリボン賞受賞車両に選定された。3扉の通勤用車両でありながらクロスシートを採用したことが評価されたもので、鉄道友の会では「（ブルーリボン賞において）初の通勤形車両の受賞」としている。もっとも、そのクロスシートについては、背もたれ角度を大きくしたために「転換クロスシートより疲れない」とも評されたものの、座席幅の825 mmという数字は2人がけの座席としては窮屈で、「名古屋名物一半」（1.5人がけという意味）とも揶揄された。
1980年に増備された5次車からは、側面窓について開閉が可能な一段上昇窓に変更された。これは、省エネルギー対策の一環として、冷房の使用時期を短縮するためのものである。
導入と同時にラッシュ時輸送効果を発揮した6000系は、その後も毎年増備され、特に犬山線には6000系8両編成が集中的に投入された。1981年春には合計両数は102両となり、1984年には合計140両となり、名鉄で最大両数の形式となり、複雑だった運用の合理化にも貢献した。

### 6500系の登場
| 1984年にモデルチェンジされた6500系と、同様の車体となった6000系との6両編成 |  | ロングシート化改造が行われた6000系車内 |
| 1984年にモデルチェンジされた6500系と、同様の車体となった6000系との6両編成 |  | ロングシート化改造が行われた6000系車内 |

6000系はさらなる増備を要求されていたが、1984年（昭和59年）頃になるとモデルチェンジが検討されるようになった。特に、他の鉄道事業者では界磁チョッパ制御による回生ブレーキが広く使用され、安定した実績をあげていたことから、名鉄でも新造車への回生ブレーキ導入が検討されることになった。
こうした環境下で、3880系等の代替と名鉄で7500系以来となる回生ブレーキを使用した車両として6500系が1984年（昭和59年）に登場した。この6500系では正面が非貫通となり、車体構造も一部変更されたほか、窮屈だったクロスシートも寸法を見直して居住性の改善を図った。なお、2両編成は必要数に達していない上、閑散線区では回生ブレーキが有効ではないという理由により、2両編成は車体のみ6500系と同一スタイルとした6000系として増備が継続された。
その一方で、更なる混雑緩和対策として、6000系のロングシート化改造が開始されることになった。6001編成が1985年（昭和60年）12月にロングシート化されたのを皮切りに、1990年（平成2年）3月までに1次車から8次車までの全車両がロングシート化された。また、6500系と6000系9次車以降は客用扉上部をライトグレーに塗装していたが、1985年（昭和60年）11月から1986年（昭和61年）12月までに1次車から8次車までも同様に客用扉上部をライトグレーに塗装した。なお、1987年（昭和62年）7月には平田橋駅近辺での踏切事故によってク6035が大破、翌年3月に車体を新造して復旧した。6000系は1985年（昭和60年）まで増備され、6000系は2両編成・4両編成とも26本となった。

### 6800系の登場
| 回生ブレーキ車両となった6800系。車体は6500系と同一 |  | 車体の大幅な変更が行われた6500系 |
| 回生ブレーキ車両となった6800系。車体は6500系と同一 |  | 車体の大幅な変更が行われた6500系 |

6500系登場後も2両編成は6000系のままで増備されていたが、保守軽減と省エネルギーを図るため、1987年（昭和62年）からは2両編成の増備は6800系によって行われることになった。6800系は6500系と同様に回生ブレーキを装備するが、制御方式は6500系とは異なり、界磁添加励磁制御を採用した車両である。車体は6500系と同様である。1989年（平成元年）には名古屋で世界デザイン博覧会の開催や金山総合駅の開業もあり、輸送量増強が行われることになった。これに伴い6500系と6800系が増備されたが、この時の増備車からは車体構造が大幅に変更された。
1991年（平成3年）からはラッシュ対策を第一に考えることになり、同年に製造された6800系5次車からは「文字通りの通勤車」として、はじめからオールロングシートで製造された。1992年（平成4年）に増備された6500系・6800系もオールロングシートで製造された。ここで6500系・6800系とも増備は終了となり、6500系は4両編成24本、6800系は2両編成39本となった。
なお、5次車以降の車両は猛暑を契機として冷房能力を増強することになり、1993年（平成5年）8月の6034編成を皮切りに12,500 kcal/hの冷房能力を有するRPU-3061形冷房装置への交換が開始された。また、同年10月からは順次、この年に登場した3500系と同様に客用扉上部をダークグレー塗装に変更を行った（この塗装パターンは3500系の後継である3700・3100系まで続いたが、それらを含む全編成が2001年（平成13年）から2005年（平成17年）にかけてスカーレット1色に再度塗装変更され、ダークグレー塗装は消滅した）。

### 瀬戸線への転用・更なるロングシート化改造

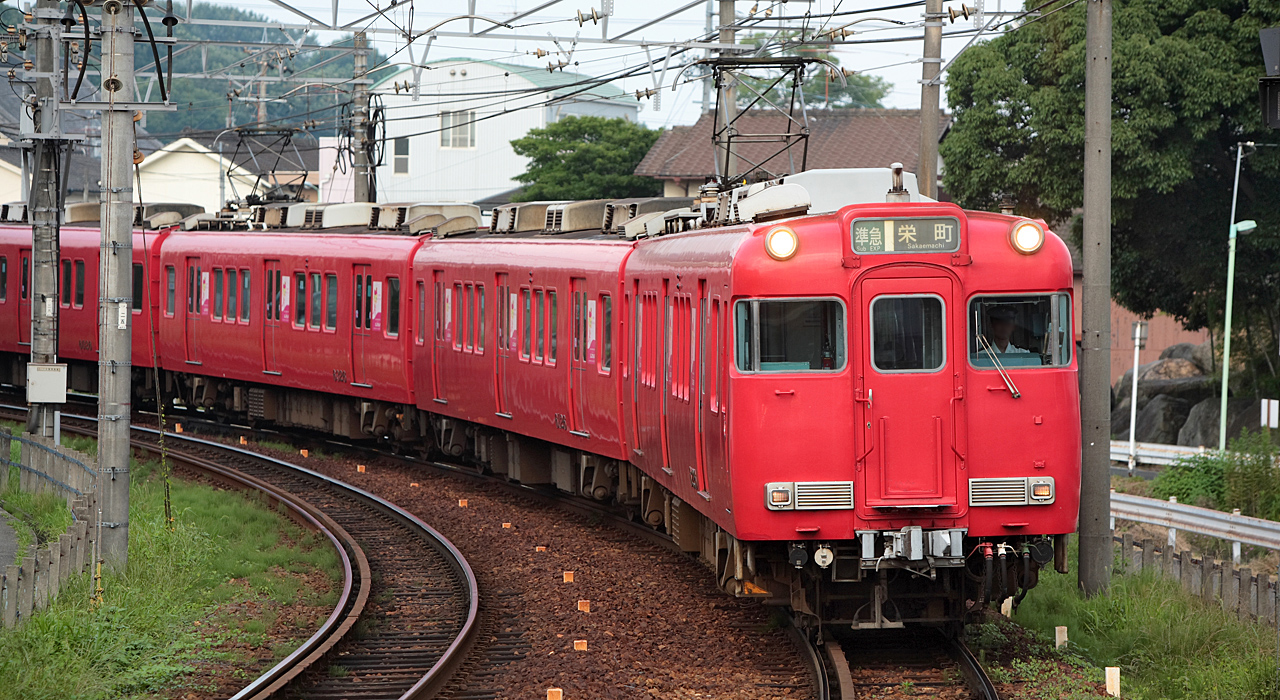
瀬戸線へ転用された6000系。幌枠が追加装備されている

1995年には輸送需要が増大した瀬戸線へ6000系を投入することになり、5次車から7次車までの車両のうち2両編成8本が瀬戸線に転属した（編成表中黄色の編成）。瀬戸線への転属にあたっては、貫通路の整備（幌枠設置）と非常用はしごの搭載、座席モケットの不燃化対応、M式自動解結装置の撤去などが行われたほか、客用扉はスカーレット1色に戻された。
さらに、瀬戸線の喜多山検車区のピット延長が行われたことに伴い、それまで2両編成を2本連結して4両編成としていたものが、4両固定編成の運用も可能となったことから、1996年には5次車・8次車までの車両のうち中間車2両6組を瀬戸線に転属させ、6本を4両編成化した（編成表中水色の編成）。2000年にはさらに4両編成1本と中間車2両2組が転用され、残る2本も4両編成化された（同緑色の編成）。なお、転属した中間車は先頭車にあわせて改番されている。
本線系統では1995年に6000系の6048編成・6049編成・6052編成、6500系の6504編成・6510編成・6513編成・6516編成・6517編成、6800系の6804編成にロングシート化改造が行われ、乗務員室後方への車椅子スペース設置も同時に行われた。
1996年8月にはモ6246を使用して、シングルアーム式パンタグラフの試験が行われた。同時期には本線系のスピードアップに対応するため、1996年より6500系、6800系の営業最高速度が110 km/hへと引き上げられた。

### 特別整備・2種のワンマン化改造
| 西尾・蒲郡線仕様ワンマン車 |  | 自動両替機付運賃箱 |
| 西尾・蒲郡線仕様ワンマン車 |  | 自動両替機付運賃箱 |

1次車の竣工から20年が経過した1997年からは特別整備が開始された。特別整備では車体補修や化粧板や床面の交換などのほか、乗務員室後方への車椅子スペースや扉開閉チャイムの設置・側面行先表示器の設置が行われた。この改造は1次車から4次車までの4両編成11本、2両編成6本（6001編成から6017編成）が対象で、1997年から順次施工された。また、2011年9月には6500系6504編成に、化粧板やつり革の交換、側扉付近の床の黄色着色化、扉開閉チャイムの設置が行われた。
その後、1998年6月からは西尾線の末端区間（西尾駅から吉良吉田駅までの区間）・蒲郡線においてワンマン運転を実施することとなり、6000系のうち2両編成の6009編成から6013編成までの5本に対して、ワンマン運転に対応するための改造が行われた。改造内容は、ワンマン用扉開閉スイッチの設置とそれに伴う扉開閉回路の変更、デッドマン装置・自動案内放送装置・自動両替機付運賃箱の設置を行った（整理券発行機は非設置）ほか、客用扉の脇には「ワンマン入口」「ワンマン出口」「締切」と表示するLED式の扉扱い表示器を設けた。なお、この5編成については、ワンマン化改造と同時に前述の特別整備も行った。その後、2008年6月広見線の末端区間（新可児駅から御嵩駅までの区間）がワンマン化された際にも、これらの編成を使用している。
また、2001年10月からは、三河線の知立駅から猿投駅までの区間においてワンマン運転が実施されることになったため、4両編成の6001編成から6003編成までの3本と、2両編成のうち6020編成・6021編成・6034編成・6037編成から6044編成までの11本に対してワンマン化改造が行われた。改造内容はワンマン用扉開閉スイッチの設置とそれに伴う扉開閉回路の変更、デッドマン装置・自動案内放送装置の設置などであるが、この区間のワンマン運転では駅集中管理システムによって無人駅でも自動改札機が設置された「都市型ワンマン」であるため、整理券発行機・自動両替機付運賃箱・扉扱い表示器は設置されていない。また、2両編成の前面貫通路については外部から開閉可能とし、手すりにロープをかけられるようにして、2編成を併結した際の安全性を高めたほか、ホームセンサー導入によって車両限界と建築限界の間が狭まるため、開閉式の窓の車両は窓下部に保護棒を設置した。2006年には三河線の知立駅から碧南駅の間でもワンマン運転が行われることになったため、4両編成の6015編成から6017編成の3編成も同様の改造を行った。この時7100系・7700系も同様の改造を受けていたが、7100系が2009年11月末、7700系が2010年2月末（さよなら運転は3月21日）をもって廃車となったため、補充として4両編成の6004編成・6005編成と2両編成の6014編成が追加改造を受けて三河線に投入された。
なお、ワンマン対応車両でもワンマン運転の線区の運用に入っていない車両は、他の線区の運用にも入る。

### 瀬戸線編成の淘汰・6800系のワンマン化改造
| 6035編成のさよなら運転  |  | 尾西線の6800系ワンマン車 |
| 6035編成の さよなら運転 |  | 尾西線の6800系ワンマン車 |

一方、当時の瀬戸線の電車はすべての車両が抵抗制御で回生ブレーキのない車両であり、車両の近代化が急務となった。また、喜多山検車区が移転した尾張旭検車支区には車両塗装のための設備は設けられなかった。このため2008年からは6600系以来30年ぶりの新車として4000系が導入された。
この4000系によって、瀬戸線の車両は全車両が置き換えられることになり、2011年3月26日のダイヤ改正では運用車両減少による余剰車両が発生したため6032編成が廃車となった。これが6000系では初の廃車となった。その後も4000系に置き換えが続き、2014年4月6日に6035編成による「さよなら運転」が行われ、瀬戸線の6000系は全廃となった。
本線系統では6800系6828編成から6839編成までの12本のワンマン化改造が2010年度中に行われ、2011年3月26日改正より尾西線（津島駅 - 名鉄一宮駅、名鉄一宮駅 - 玉ノ井駅間）と豊川線に投入された。改造内容は扉開閉回路の間接制御化、自動放送装置の新設、足踏みデッドマンの設置などであり、このうち足踏みデッドマン装置は緊急列車停止装置の仕様変更による機能付加によって実装された。

### 6000系の重整備
| 重整備後の6000系中期編成 |  | 重整備後の車内 |
| 重整備後の6000系中期編成 |  | 重整備後の車内 |

2014年からは竣工から30年以上が経過していた三河線ワンマン対応車のうち、今後も継続して使用する予定の編成に限り重整備が開始された。対象は三河線ワンマン対応車の6020編成・6021編成・6034編成・6037編成から6044編成までの11本で、改造内容は特別整備でも行われた車体補修、化粧板・床面交換（側扉付近と優先席付近を色で識別化）、車椅子スペース新設、扉開閉チャイムの新設、側面行先表示器の設置に加え、座席表生地の張替やスタンションポールの新設、放送機器の更新、表示灯・標識灯類のLED化、行先表示器のLED化など多岐にわたった。このような大規模修繕のため改造は半期に1編成程度のペースで行われており、2019年度までに完了した。その後、既に特別整備を受けていた6014編成も再更新対象となり、2020年度に重整備が施されている。
運用面では2019年3月のダイヤ改正からは4両編成の定期特急運用が復活し、平日の日中に河和線・知多新線で全車一般車として運用された。
一方、重整備や更新の対象外となった編成は順次廃車が予定・進められており、2016年度には新造投入された3300系3308編成・3309編成と入れ替わる形で同年8月上旬に6022編成が、8月下旬に6018編成が廃車となった。翌年以降も廃車が順次進められるが、廃車間際には当該編成の番号とイラストが描かれた系統板が掲げられることもあった（編成別廃車時期の詳細は編成表を参照）。廃車発生品の一部は鉄道部品即売会で競売にかけられたほか、愛知県豊田市にある名鉄トヨタホテルのコンセプトルーム「名鉄電車ルーム6048」の内装にも転用されている。

### 6500系の内装更新・ワンマン化改造
6500系の内装更新も2021年より進められており、同年度には6522編成と6521編成に、2022年度に6519編成に、2023年度に6518編成、6520編成、6517編成、6523編成、6524編成に実施された。その内容は最新型のロングシート改造に加え、行先表示器のLED化、妻部に液晶式の情報案内装置が新設、中間車にも車椅子スペースを設置、ドアチャイムとドアランプとドア開閉予告放送装置の設置など3500系(内装更新型)に準じた内装の更新であるが、ロングシート化された座席の定員は3500系よりも多い。
一方で2023年からは6500系・6800系の廃車も進められており、同年4月には6801編成の廃車にあわせた記念入場券が発売された。

## 編成表
ここでは竣工当初の車両番号・編成を基準に2008年末時点（鉄道ピクトリアル 通巻816号 外山勝彦『名古屋鉄道現有車両編成表』 (2009) p.309）の状況を基本として掲載する。以降の変遷については備考欄を参照されたい。なお、組成変更後の改修・廃車等の変遷は変更後の行に掲載する。

### 凡例
Tc …制御車、M …電動車、T…付随車
CON…制御装置、MG…補助電源装置、SIV…補助電源装置、CP…電動空気圧縮機、PT…集電装置

### 本線系
| [ 100 ]   | ← 豊橋岐阜 → | ← 豊橋岐阜 → | ← 豊橋岐阜 → | ← 豊橋岐阜 → | 製造次数 | 落成日     | ロングシート 改造 | 再整備              | ワンマン対応     | 転属・廃車                 |
| 形式      | ク6000       | モ6300       | サ6100       | モ6200       | 製造次数 | 落成日     | ロングシート 改造 | 再整備              | ワンマン対応     | 転属・廃車                 |
| 区分      | Tc           | M            | T            | Mc           | 製造次数 | 落成日     | ロングシート 改造 | 再整備              | ワンマン対応     | 転属・廃車                 |
| 車両 番号 | 6001         | 6301         | 6101         | 6201         | 1次車    | 1976/12/21 | 1985/12/27        | 2000/9/30 特別整備  | 2001/8/1 三河線  | 2024/1/19 廃車             |
| 車両 番号 | 6002         | 6302         | 6102         | 6202         | 1次車    | 1976/12/21 | 1986/3/29         | 1998/9/29 特別整備  | 2001/8/1 三河線  | 2023/3/17 廃車             |
| 車両 番号 | 6003         | 6303         | 6103         | 6203         | 1次車    | 1976/12/21 | 1986/9/25         | 1997/7/11 特別整備  | 2001/8/1 三河線  | 2025年度 運用終了          |
| 車両 番号 | 6004         | 6304         | 6104         | 6204         | 1次車    | 1977/1/25  | 1986/11/15        | 2003/3/20 特別整備  | 2010/2/26 三河線 | 2025年度 運用終了          |
| 車両 番号 | 6005         | 6305         | 6105         | 6205         | 1次車    | 1977/1/28  | 1986/12/14        | 1999/3/12 特別整備  | 2010/1/15 三河線 | 2025年度 運用終了          |
| 車両 番号 | 6006         | 6306         | 6106         | 6206         | 1次車    | 1977/2/1   | 1986/12/30        | 1998/12/21 特別整備 |                  | 2022/7/21 廃車             |
| 車両 番号 | 6007         | 6307         | 6107         | 6207         | 2次車    | 1977/10/16 | 1986/2/21         | 1999/9/30 特別整備  |                  | 2022/12/23 廃車            |
| 車両 番号 | 6008         | 6308         | 6108         | 6208         | 2次車    | 1977/10/16 | 1986/3/14         | 2000/3/15 特別整備  |                  | 2023/6/21 廃車             |
| 車両 番号 | 6015         | 6315         | 6115         | 6215         | 4次車    | 1979/7/26  | 1987/9/16         | 1997/9/30 特別整備  | 2006/1/19 三河線 | 2025年度 運用終了          |
| 車両 番号 | 6016         | 6316         | 6116         | 6216         | 4次車    | 1979/7/26  | 1987/10/19        | 2002/3/22 特別整備  | 2005/4/27 三河線 | 2023/12/22 廃車            |
| 車両 番号 | 6017         | 6317         | 6117         | 6217         | 4次車    | 1979/7/26  | 1988/3/26         | 2002/9/17 特別整備  | 2005/9/30 三河線 | 2024/1/19 廃車             |
| 車両 番号 | 6018         | 6318         | 6118         | 6218         | 5次車    | 1980/3/29  | 1989/8/19         |                     |                  | 2016/8/22 廃車             |
| 車両 番号 | 6019         | 6319         | 6119         | 6219         | 5次車    | 1980/3/29  | 1989/11/6         |                     |                  | 1996/5/15 中間車瀬戸線転属 |
| 車両 番号 | 6020         | 6320         | 6120         | 6220         | 5次車    | 1980/3/29  | 1989/9/28         |                     |                  | 1996/5/11 中間車瀬戸線転属 |
| 車両 番号 | 6021         | 6321         | 6121         | 6221         | 5次車    | 1980/3/29  | 1989/11/29        |                     |                  | 1996/5/29 中間車瀬戸線転属 |
| 車両 番号 | 6022         | 6322         | 6122         | 6222         | 5次車    | 1980/3/29  | 1989/12/30        |                     |                  | 2016/8/2 廃車              |
| 車両 番号 | 6028         | 6328         | 6128         | 6228         | 6次車    | 1981/2/23  | 1987/9/30         |                     |                  | 2022/10/14 廃車            |
| 車両 番号 | 6029         | 6329         | 6129         | 6229         | 6次車    | 1981/2/23  | 1988/9/3          |                     |                  | 2021/11/25 廃車            |
| 車両 番号 | 6030         | 6330         | 6130         | 6230         | 6次車    | 1981/3/8   | 1987/9/12         |                     |                  | 2021/12/16 廃車            |
| 車両 番号 | 6035         | 6335         | 6135         | 6235         | 7次車    | 1982/2/3   | 1988/12/15        |                     |                  | 2000/5/16 瀬戸線転属       |
| 車両 番号 | 6036         | 6336         | 6136         | 6236         | 7次車    | 1982/2/14  | 1988/9/22         |                     |                  | 2020/12/14 廃車            |
| 車両 番号 | 6037         | 6337         | 6137         | 6237         | 7次車    | 1982/2/14  | 1987/11/5         |                     |                  | 2000/6/7 中間車瀬戸線転属  |
| 車両 番号 | 6038         | 6338         | 6138         | 6238         | 8次車    | 1983/2/2   | 1987/11/23        |                     |                  | 2000/6/1 中間車瀬戸線転属  |
| 車両 番号 | 6039         | 6339         | 6139         | 6239         | 8次車    | 1983/2/9   | 1988/12/15        |                     |                  | 1996/5/25 中間車瀬戸線転属 |
| 車両 番号 | 6040         | 6340         | 6140         | 6240         | 8次車    | 1983/2/9   | 1988/4/19         |                     |                  | 1996/4/23 中間車瀬戸線転属 |
| 車両 番号 | 6041         | 6341         | 6141         | 6241         | 8次車    | 1983/2/16  | 1989/2/16         |                     |                  | 1996/4/27 中間車瀬戸線転属 |
| 搭載 機器 | MG, CP       | CON, PT      | MG, CP       | CON, PT      |          |            |                   |                     |                  |                            |
| 定員      | 130          | 130          | 130          | 130          |          |            |                   |                     |                  |                            |

| [ 100 ]   | ← 豊橋岐阜 → | ← 豊橋岐阜 → | 製造次数 | 落成日                           | ロングシート改造・ 組成変更      | 再整備                            | ワンマン対応                                    | 転属・廃車                       |
| 形式      | ク6000       | モ6200       | 製造次数 | 落成日                           | ロングシート改造・ 組成変更      | 再整備                            | ワンマン対応                                    | 転属・廃車                       |
| 区分      | Tc           | Mc           | 製造次数 | 落成日                           | ロングシート改造・ 組成変更      | 再整備                            | ワンマン対応                                    | 転属・廃車                       |
| 車両 番号 | 6009         | 6209         | 3次車    | 1978/11/29                       | 1986/5/7                         | 1997/12/17 特別整備               | 1997/12/17 広見・蒲郡線                         |                                  |
| 車両 番号 | 6010         | 6210         | 3次車    | 1978/11/29                       | 1986/5/31                        | 1998/1/29 特別整備                | 1998/1/29 広見・蒲郡線                          |                                  |
| 車両 番号 | 6011         | 6211         | 3次車    | 1978/11/29                       | 1986/5/9                         | 1998/3/12 特別整備                | 1998/3/12 広見・蒲郡線                          |                                  |
| 車両 番号 | 6012         | 6212         | 3次車    | 1978/12/4                        | 1986/6/28                        | 1998/3/31 特別整備                | 1998/3/31 広見・蒲郡線                          |                                  |
| 車両 番号 | 6013         | 6213         | 3次車    | 1978/12/4                        | 1986/7/14                        | 1998/5/29 特別整備                | 1998/5/29 広見・蒲郡線                          |                                  |
| 車両 番号 | 6014         | 6214         | 3次車    | 1978/12/4                        | 1986/7/30                        | 1998/7/4 特別整備 2020/8/6 重整備 | 2009/12/11 三河線 2024/2/14 ホーム検知装置設置  |                                  |
| 車両 番号 | 6019         | 6219         | 5次車    | 1980/3/29                        | 1989/11/6 1996/5/15（4→2両）     |                                   |                                                 | 2017/7/10 廃車                   |
| 車両 番号 | 6020         | 6220         | 5次車    | 1980/3/29                        | 1989/9/28 1996/5/11（4→2両）     | 2016/9/29 重整備                  | 2001/8/1 三河線 2023/10/17 ホーム検知装置設置   |                                  |
| 車両 番号 | 6021         | 6221         | 5次車    | 1980/3/29                        | 1989/11/29 1996/5/29（4→2両）    | 2017/3/17 重整備                  | 2001/8/1 三河線 2024/2/23 ホーム検知装置設置    |                                  |
| 車両 番号 | 6023         | 6223         | 5次車    | 1980/3/29                        | 1988/11/25                       |                                   |                                                 | 1995/4/20 瀬戸線転属             |
| 車両 番号 | 6024         | 6224         | 5次車    | 1980/3/29                        | 1989/12/16                       |                                   |                                                 | 1995/4/23 瀬戸線転属             |
| 車両 番号 | 6025         | 6225         | 5次車    | 1980/3/29                        | 1989/9/16                        |                                   |                                                 | 1995/5/29 瀬戸線転属             |
| 車両 番号 | 6026         | 6226         | 5次車    | 1980/3/29                        | 1989/4/28                        |                                   |                                                 | 1995/7/5 瀬戸線転属              |
| 車両 番号 | 6027         | 6227         | 5次車    | 1980/3/29                        | 1989/3/20                        |                                   |                                                 | 1995/5/31 瀬戸線転属             |
| 車両 番号 | 6031         | 6231         | 6次車    | 1981/3/8                         | 1990/3/31                        |                                   |                                                 | 1995/7/3 瀬戸線転属              |
| 車両 番号 | 6032         | 6232         | 6次車    | 1981/3/8                         | 1990/2/28                        |                                   |                                                 | 1995/5/1 瀬戸線転属              |
| 車両 番号 | 6033         | 6233         | 7次車    | 1982/2/3                         | 1987/7/21                        |                                   |                                                 | 1995/4/27 瀬戸線転属             |
| 車両 番号 | 6034         | 6234         | 7次車    | 1982/2/3                         | 1987/7/24                        | 2016/3/31 重整備                  | 2001/8/1 三河線 2023/6/22 ホーム検知装置設置    |                                  |
| 車両 番号 | 6037         | 6237         | 7次車    | 1982/2/14                        | 1987/11/5 2000/6/7（4→2両）      | 2018/3/29 重整備                  | 2001/8/1 三河線 2025年度以前 ホーム検知装置設置 |                                  |
| 車両 番号 | 6038         | 6238         | 8次車    | 1983/2/2                         | 1987/11/23 2000/6/1（4→2両）     | 2018/9/26 重整備                  | 2001/8/1 三河線 2022/5/3 ホーム検知装置設置     |                                  |
| 車両 番号 | 6039         | 6239         | 8次車    | 1983/2/9                         | 1988/12/15 2000/6/1（4→2両）     | 2015/9/16 重整備                  | 2001/8/1 三河線 2022/6/29 ホーム検知装置設置    |                                  |
| 車両 番号 | 6040         | 6240         | 8次車    | 1983/2/9                         | 1988/4/19 1996/4/23（4→2両）     | 2019/3/28 重整備                  | 2001/8/1 三河線 2024/3/25 ホーム検知装置設置    |                                  |
| 車両 番号 | 6041         | 6241         | 8次車    | 1983/2/16                        | 1989/2/16 1996/4/27（4→2両）     | 2017/9/12 重整備                  | 2001/8/1 三河線 2024年度以前 ホーム検知装置設置 |                                  |
| 車両 番号 | 6042         | 6242         | 8次車    | 1983/2/2                         | 1988/2/29                        | 2014/8/26 重整備                  | 2001/8/1 三河線 2024年度以前 ホーム検知装置設置 |                                  |
| 車両 番号 | 6043         | 6243         | 8次車    | 1983/2/2                         | 1988/5/23                        | 2015/1/9 重整備                   | 2001/8/1 三河線 2024年度以前 ホーム検知装置設置 |                                  |
| 車両 番号 | 6044         | 6244         | 8次車    | 1983/2/16                        | 1988/6/24                        | 2015/3/25 重整備                  | 2001/8/1 三河線 2024年度以前 ホーム検知装置設置 |                                  |
| 車両 番号 | 6045         | 6245         | 9次車    | 1984/2/13                        |                                  |                                   |                                                 | 2021/12/16 廃車                  |
| 車両 番号 | 6046         | 6246         | 9次車    | 1984/2/13                        |                                  |                                   |                                                 | 2021/5/31 廃車                   |
| 車両 番号 | 6047         | 6247         | 9次車    | 1984/2/13                        |                                  |                                   |                                                 | 2021/5/31 廃車                   |
| 車両 番号 | 6048         | 6248         | 9次車    | 1984/2/13                        | 1995/3/29                        |                                   |                                                 | 2021/5/31 廃車                   |
| 車両 番号 | 6049         | 6249         | 10次車   | 1985/1/28                        | 1995/3/3                         |                                   |                                                 | 2021/11/25 廃車                  |
| 車両 番号 | 6050         | 6250         | 10次車   | 1985/1/28                        |                                  |                                   |                                                 | 2020/12/14 廃車                  |
| 車両 番号 | 6051         | 6251         | 10次車   | 1985/1/28                        |                                  |                                   |                                                 | 2017/7/10 廃車                   |
| 車両 番号 | 6052         | 6252         | 10次車   | 1985/6/17                        | 1995/11/28                       |                                   |                                                 | 2023/6/21 廃車                   |
| 搭載 機器 | MG, CP       | CON, PT      |          | 9次車、10次車の補助電源装置はSIV | 9次車、10次車の補助電源装置はSIV | 9次車、10次車の補助電源装置はSIV  | 9次車、10次車の補助電源装置はSIV                | 9次車、10次車の補助電源装置はSIV |
| 定員      | 130          | 130          |          | 9次車、10次車の補助電源装置はSIV | 9次車、10次車の補助電源装置はSIV | 9次車、10次車の補助電源装置はSIV  | 9次車、10次車の補助電源装置はSIV                | 9次車、10次車の補助電源装置はSIV |

| [ 100 ]   | ← 豊橋岐阜 → | ← 豊橋岐阜 → | ← 豊橋岐阜 → | ← 豊橋岐阜 → | 製造 次数 | 落成日     | ロングシート改造   | 再整備                | ワンマン対応        | 廃車     |
| 形式      | ク6400       | モ6450       | モ6550       | ク6500       | 製造 次数 | 落成日     | ロングシート改造   | 再整備                | ワンマン対応        | 廃車     |
| 区分      | Tc1          | M1           | M2           | Tc2          | 製造 次数 | 落成日     | ロングシート改造   | 再整備                | ワンマン対応        | 廃車     |
| 車両 番号 | 6401         | 6451         | 6551         | 6501         | 1次車     | 1984/2/6   |                    |                       |                     |          |
| 車両 番号 | 6402         | 6452         | 6552         | 6502         | 1次車     | 1984/2/6   |                    |                       |                     |          |
| 車両 番号 | 6403         | 6453         | 6553         | 6503         | 1次車     | 1984/2/19  |                    |                       |                     |          |
| 車両 番号 | 6404         | 6454         | 6554         | 6504         | 1次車     | 1984/2/19  | 1995/8/3           | 2011/9/30 特別整備    |                     |          |
| 車両 番号 | 6405         | 6455         | 6555         | 6505         | 2次車     | 1985/2/4   |                    |                       |                     | 2023/6/9 |
| 車両 番号 | 6406         | 6456         | 6556         | 6506         | 2次車     | 1985/2/4   |                    |                       |                     |          |
| 車両 番号 | 6407         | 6457         | 6557         | 6507         | 2次車     | 1985/2/18  |                    |                       |                     | 2023/4/7 |
| 車両 番号 | 6408         | 6458         | 6558         | 6508         | 2次車     | 1985/6/17  |                    |                       |                     |          |
| 車両 番号 | 6409         | 6459         | 6559         | 6509         | 3次車     | 1986/1/20  |                    |                       |                     |          |
| 車両 番号 | 6410         | 6460         | 6560         | 6510         | 3次車     | 1986/1/20  | 1995/10/17         |                       |                     |          |
| 車両 番号 | 6411         | 6461         | 6561         | 6511         | 3次車     | 1986/2/12  |                    |                       |                     |          |
| 車両 番号 | 6412         | 6462         | 6562         | 6512         | 3次車     | 1986/2/17  |                    |                       |                     |          |
| 車両 番号 | 6413         | 6463         | 6563         | 6513         | 3次車     | 1986/2/17  | 1995/2/13          |                       |                     |          |
| 車両 番号 | 6414         | 6464         | 6564         | 6514         | 4次車     | 1987/4/23  |                    |                       |                     |          |
| 車両 番号 | 6415         | 6465         | 6565         | 6515         | 4次車     | 1987/4/23  |                    |                       |                     |          |
| 車両 番号 | 6416         | 6466         | 6566         | 6516         | 5次車     | 1987/11/18 | 1995/9/8           |                       |                     |          |
| 車両 番号 | 6417         | 6467         | 6567         | 6517         | 5次車     | 1987/11/18 | 1996/2/16          | 2024/2/3 内装変更     | 2024/2/3 三河線     |          |
| 車両 番号 | 6418         | 6468         | 6568         | 6518         | 6次車     | 1989/5/24  | 2023/2/7           | 2023/2/7 内装変更     | 2023/2/7 三河線     |          |
| 車両 番号 | 6419         | 6469         | 6569         | 6519         | 6次車     | 1989/5/31  | 2022/10/14         | 2022/10/14 内装変更   | 2022/10/14 三河線   |          |
| 車両 番号 | 6420         | 6470         | 6570         | 6520         | 6次車     | 1989/5/31  |                    | 2024年度以前 内装変更 | 2024年度以前 三河線 |          |
| 車両 番号 | 6421         | 6471         | 6571         | 6521         | 7次車     | 1990/7/18  | 2021年             | 2021年 内装変更       | 2023年度以前 三河線 |          |
| 車両 番号 | 6422         | 6472         | 6572         | 6522         | 7次車     | 1990/7/18  | 2021年             | 2021年 内装変更       | 2023年度以前 三河線 |          |
| 車両 番号 | 6423         | 6473         | 6573         | 6523         | 8次車     | 1992/4/8   | ロングシートで竣工 | 2023/11/21 内装変更   | 2023/11/21 三河線   |          |
| 車両 番号 | 6424         | 6474         | 6574         | 6524         | 8次車     | 1992/4/8   | ロングシートで竣工 | 2024/4/4 内装変更     | 2024/4/4 三河線     |          |
| 搭載 機器 | SIV, CP      | CON, PT      | SIV, PT      | CP           |           |            |                    |                       |                     |          |
| 定員      | 130          | 130          | 130          | 130          |           |            |                    |                       |                     |          |

| [ 100 ]  | ← 豊橋岐阜 → | ← 豊橋岐阜 → | 製造 次数 | 落成日     | ロングシート改造   | ワンマン対応              | 再整備 | 廃車     |
| 形式     | ク6800       | モ6900       | 製造 次数 | 落成日     | ロングシート改造   | ワンマン対応              | 再整備 | 廃車     |
| 区分     | Tc           | Mc           | 製造 次数 | 落成日     | ロングシート改造   | ワンマン対応              | 再整備 | 廃車     |
| 車両番号 | 6801         | 6901         | 1次車     | 1987/12/10 |                    |                           |        | 2023/4/7 |
| 車両番号 | 6802         | 6902         | 1次車     | 1987/12/10 |                    |                           |        | 2023/6/9 |
| 車両番号 | 6803         | 6903         | 1次車     | 1987/12/10 |                    |                           |        |          |
| 車両番号 | 6804         | 6904         | 1次車     | 1987/12/10 | 1995/6/27          |                           |        |          |
| 車両番号 | 6805         | 6905         | 2次車     | 1988/7/6   |                    |                           |        |          |
| 車両番号 | 6806         | 6906         | 2次車     | 1988/7/6   |                    |                           |        |          |
| 車両番号 | 6807         | 6907         | 2次車     | 1988/7/6   |                    |                           |        |          |
| 車両番号 | 6808         | 6908         | 2次車     | 1988/7/6   |                    |                           |        |          |
| 車両番号 | 6809         | 6909         | 3次車     | 1989/4/19  |                    |                           |        |          |
| 車両番号 | 6810         | 6910         | 3次車     | 1989/4/19  |                    |                           |        |          |
| 車両番号 | 6811         | 6911         | 3次車     | 1989/4/19  |                    |                           |        |          |
| 車両番号 | 6812         | 6912         | 3次車     | 1989/4/26  |                    |                           |        |          |
| 車両番号 | 6813         | 6913         | 3次車     | 1989/4/26  |                    |                           |        |          |
| 車両番号 | 6814         | 6914         | 3次車     | 1989/4/26  |                    |                           |        |          |
| 車両番号 | 6815         | 6915         | 3次車     | 1989/4/26  |                    |                           |        |          |
| 車両番号 | 6816         | 6916         | 3次車     | 1989/5/10  |                    |                           |        |          |
| 車両番号 | 6817         | 6917         | 3次車     | 1989/5/10  |                    |                           |        |          |
| 車両番号 | 6818         | 6918         | 3次車     | 1989/5/10  |                    |                           |        |          |
| 車両番号 | 6819         | 6919         | 3次車     | 1989/5/10  |                    |                           |        |          |
| 車両番号 | 6820         | 6920         | 3次車     | 1989/5/17  |                    |                           |        |          |
| 車両番号 | 6821         | 6921         | 3次車     | 1989/5/17  |                    |                           |        |          |
| 車両番号 | 6822         | 6922         | 3次車     | 1989/5/17  |                    |                           |        |          |
| 車両番号 | 6823         | 6923         | 3次車     | 1989/5/17  |                    |                           |        |          |
| 車両番号 | 6824         | 6924         | 4次車     | 1990/4/2   |                    |                           |        |          |
| 車両番号 | 6825         | 6925         | 4次車     | 1990/4/2   |                    |                           |        |          |
| 車両番号 | 6826         | 6926         | 4次車     | 1990/4/2   |                    |                           |        |          |
| 車両番号 | 6827         | 6927         | 4次車     | 1990/4/2   |                    |                           |        |          |
| 車両番号 | 6828         | 6928         | 4次車     | 1990/7/11  |                    | 2010/6/8 尾西線・豊川線   |        |          |
| 車両番号 | 6829         | 6929         | 4次車     | 1990/7/11  |                    | 2010/5/21 尾西線・豊川線  |        |          |
| 車両番号 | 6830         | 6930         | 4次車     | 1990/7/11  |                    | 2010/12/24 尾西線・豊川線 |        |          |
| 車両番号 | 6831         | 6931         | 4次車     | 1990/7/11  |                    | 2010/10/21 尾西線・豊川線 |        |          |
| 車両番号 | 6832         | 6932         | 5次車     | 1991/10/8  | ロングシートで竣工 | 2010/9/9 尾西線・豊川線   |        |          |
| 車両番号 | 6833         | 6933         | 5次車     | 1991/10/8  | ロングシートで竣工 | 2010/11/29 尾西線・豊川線 |        |          |
| 車両番号 | 6834         | 6934         | 5次車     | 1991/10/8  | ロングシートで竣工 | 2010/6/25 尾西線・豊川線  |        |          |
| 車両番号 | 6835         | 6935         | 5次車     | 1991/10/8  | ロングシートで竣工 | 2010/12/15 尾西線・豊川線 |        |          |
| 車両番号 | 6836         | 6936         | 6次車     | 1992/4/1   | ロングシートで竣工 | 2010/8/6 尾西線・豊川線   |        |          |
| 車両番号 | 6837         | 6937         | 6次車     | 1992/4/1   | ロングシートで竣工 | 2010/7/16 尾西線・豊川線  |        |          |
| 車両番号 | 6838         | 6938         | 6次車     | 1992/4/1   | ロングシートで竣工 | 2011/1/28 尾西線・豊川線  |        |          |
| 車両番号 | 6839         | 6939         | 6次車     | 1992/4/1   | ロングシートで竣工 | 2011/2/18 尾西線・豊川線  |        |          |
| 搭載機器 | SIV, CP      | CON, PT      |           |            |                    |                           |        |          |
| 定員     | 130          | 130          |           |            |                    |                           |        |          |

### 瀬戸線系
| [ 100 ]               | ← 尾張瀬戸栄町 → | ← 尾張瀬戸栄町 → | ← 尾張瀬戸栄町 → | ← 尾張瀬戸栄町 → | 製造次数 | 製造次数 | 先頭車転属 | 中間車転属・ 改番・4両化 | 廃車      |
| 形式                  | ク6000           | モ6300           | サ6100           | モ6200           | 先頭車   | 中間車   | 先頭車転属 | 中間車転属・ 改番・4両化 | 廃車      |
| 区分                  | Tc               | M                | T                | Mc               | 先頭車   | 中間車   | 先頭車転属 | 中間車転属・ 改番・4両化 | 廃車      |
| 車両番号 ()内は旧番号 | 6023             | 6323 (6319)      | 6123 (6119)      | 6223             | 5次車    | 5次車    | 1995/4/20  | 1996/5/15                | 2012/2/16 |
| 車両番号 ()内は旧番号 | 6024             | 6324 (6320)      | 6124 (6120)      | 6224             | 5次車    | 5次車    | 1995/4/23  | 1996/5/11                | 2012/5/30 |
| 車両番号 ()内は旧番号 | 6025             | 6325 (6321)      | 6125 (6121)      | 6225             | 5次車    | 5次車    | 1995/5/29  | 1996/5/29                | 2013/2/1  |
| 車両番号 ()内は旧番号 | 6026             | 6326 (6339)      | 6126 (6139)      | 6226             | 5次車    | 8次車    | 1995/7/5   | 1996/5/25                | 2013/5/27 |
| 車両番号 ()内は旧番号 | 6027             | 6327 (6340)      | 6127 (6140)      | 6227             | 5次車    | 8次車    | 1995/5/31  | 1996/4/23                | 2014/1/6  |
| 車両番号 ()内は旧番号 | 6031             | 6331 (6337)      | 6131 (6137)      | 6231             | 6次車    | 7次車    | 1995/7/3   | 2000/6/7                 | 2014/2/1  |
| 車両番号 ()内は旧番号 | 6032             | 6332 (6338)      | 6132 (6138)      | 6232             | 6次車    | 8次車    | 1995/5/1   | 2000/6/1                 | 2011/4/11 |
| 車両番号 ()内は旧番号 | 6033             | 6333 (6341)      | 6133 (6141)      | 6233             | 7次車    | 8次車    | 1995/4/27  | 1996/4/27                | 2012/6/30 |
| 車両番号 ()内は旧番号 | 6035             | 6335             | 6135             | 6235             | 7次車    | 7次車    | 2000/5/16  | 転属時より4両            | 2014/4/7  |
| 搭載機器              | MG, CP           | CON, PT          | MG, CP           | CON, PT          |          |          |            |                          |           |
| 定員                  | 130              | 130              | 130              | 130              |          |          |            |                          |           |

### 特別塗装・ラッピング
- 「ランニングピカチュウ号」：6035編成（2008年7月12日 - 2009年1月16日）[125]。
- 「招き猫」：6027編成（2013年10月30日 - 2014年1月6日）。ラッピングされたまま解体[120]。
- 白帯ラッピング車（「にしがま号」）：6011編成（2022年3月19日 - ）。7700系を再現した白帯車。同年5月8日までは専用の系統板をサボに取り付け「にしがま号」の名称で運行[126]。
- 復刻塗装車両：6010編成（2023年9月9日 - ）。5500系を再現したツートンカラー[127]。
- 3400系復刻塗装車両：6009編成（2024年3月2日 - ）。3400系を再現[128]。
- 復刻塗装車両：6013編成（2024年7月6日 - ）。5500系を再現したストロークリームと赤帯[129]。

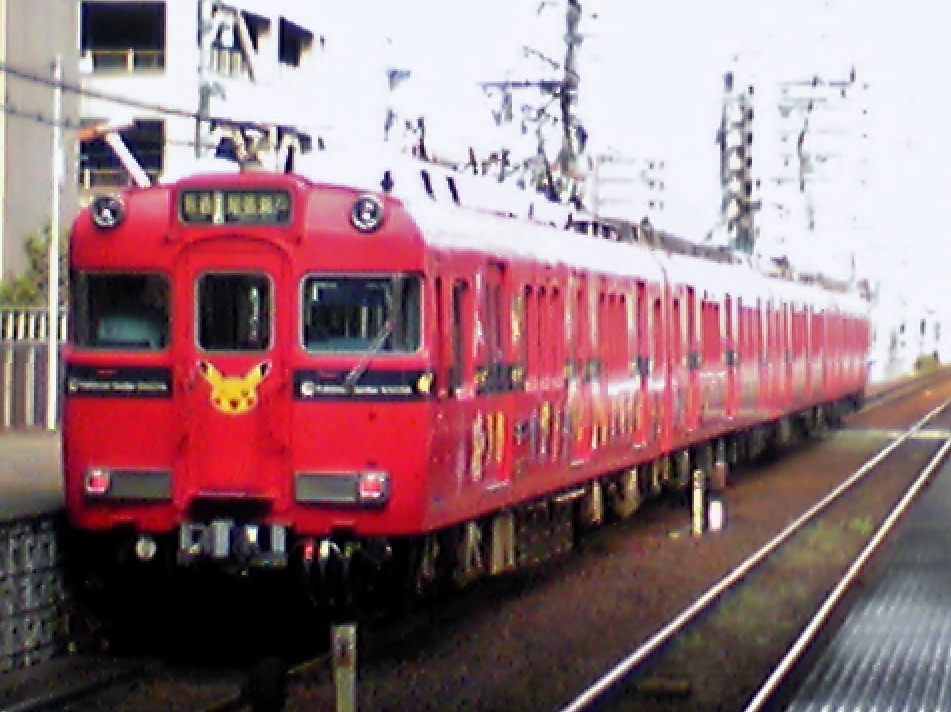
ランニングピカチュウ号 （6035編成）
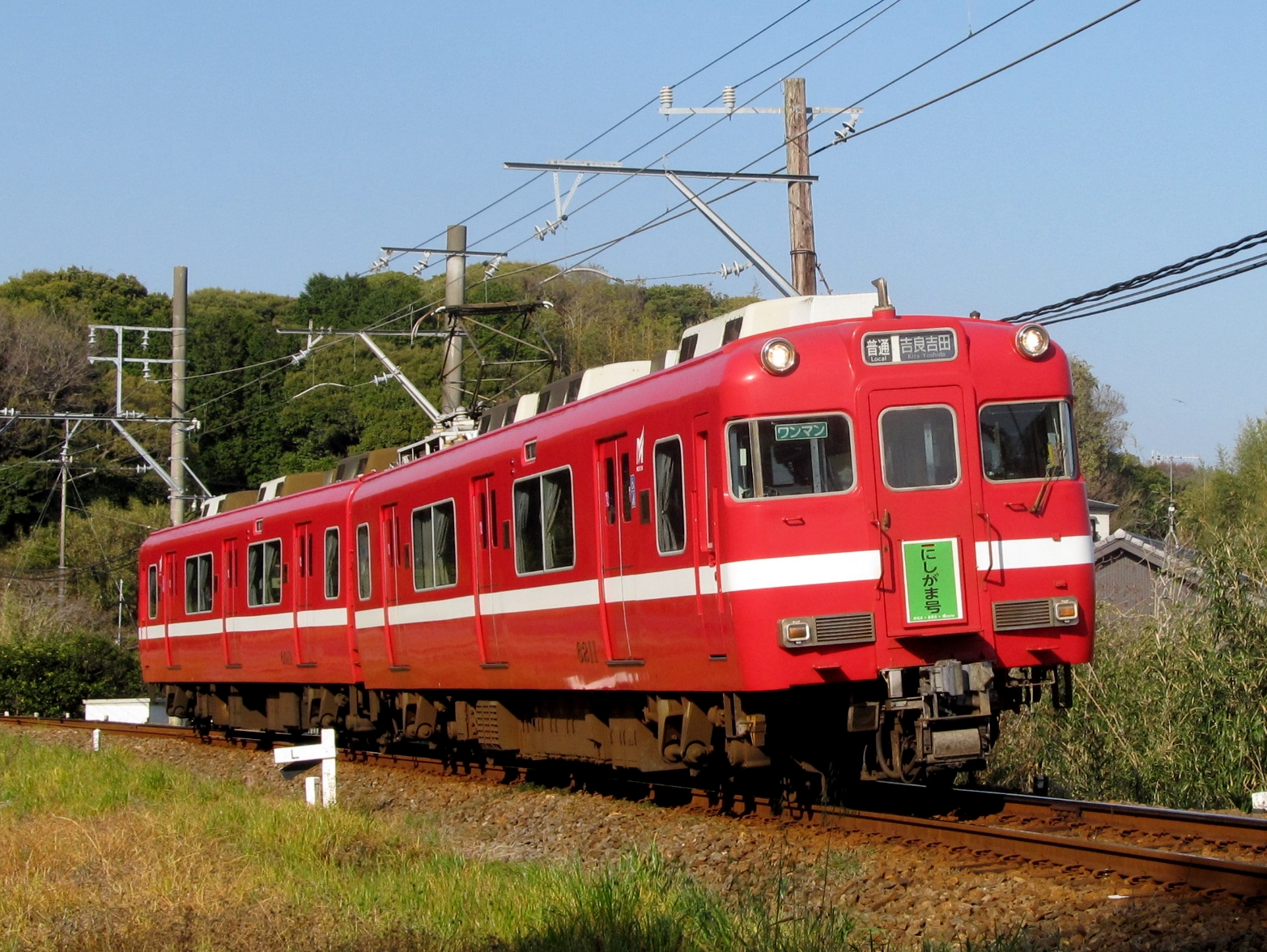
にしがま号 （6011編成）
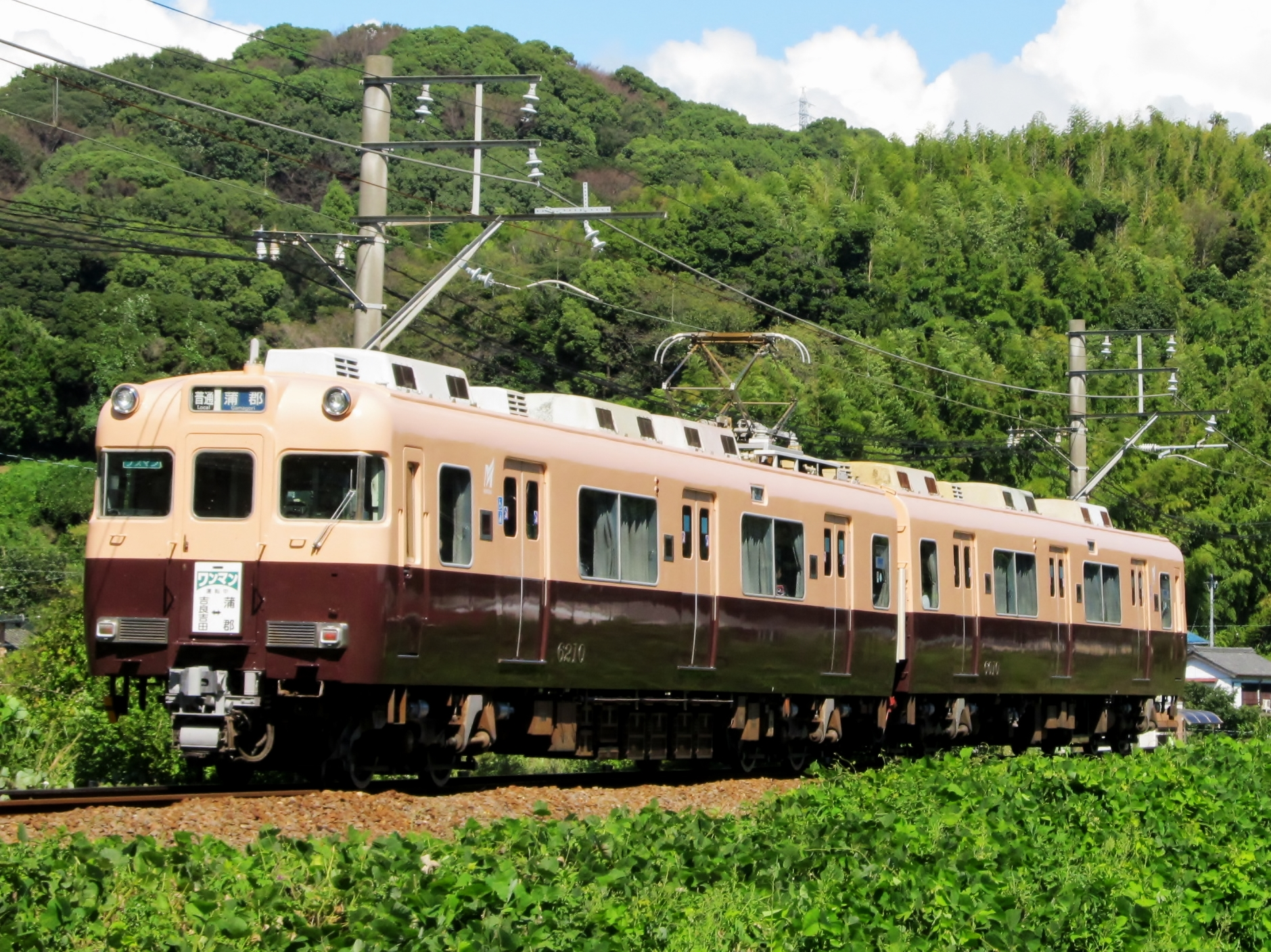
復刻塗装車両 （6010編成）
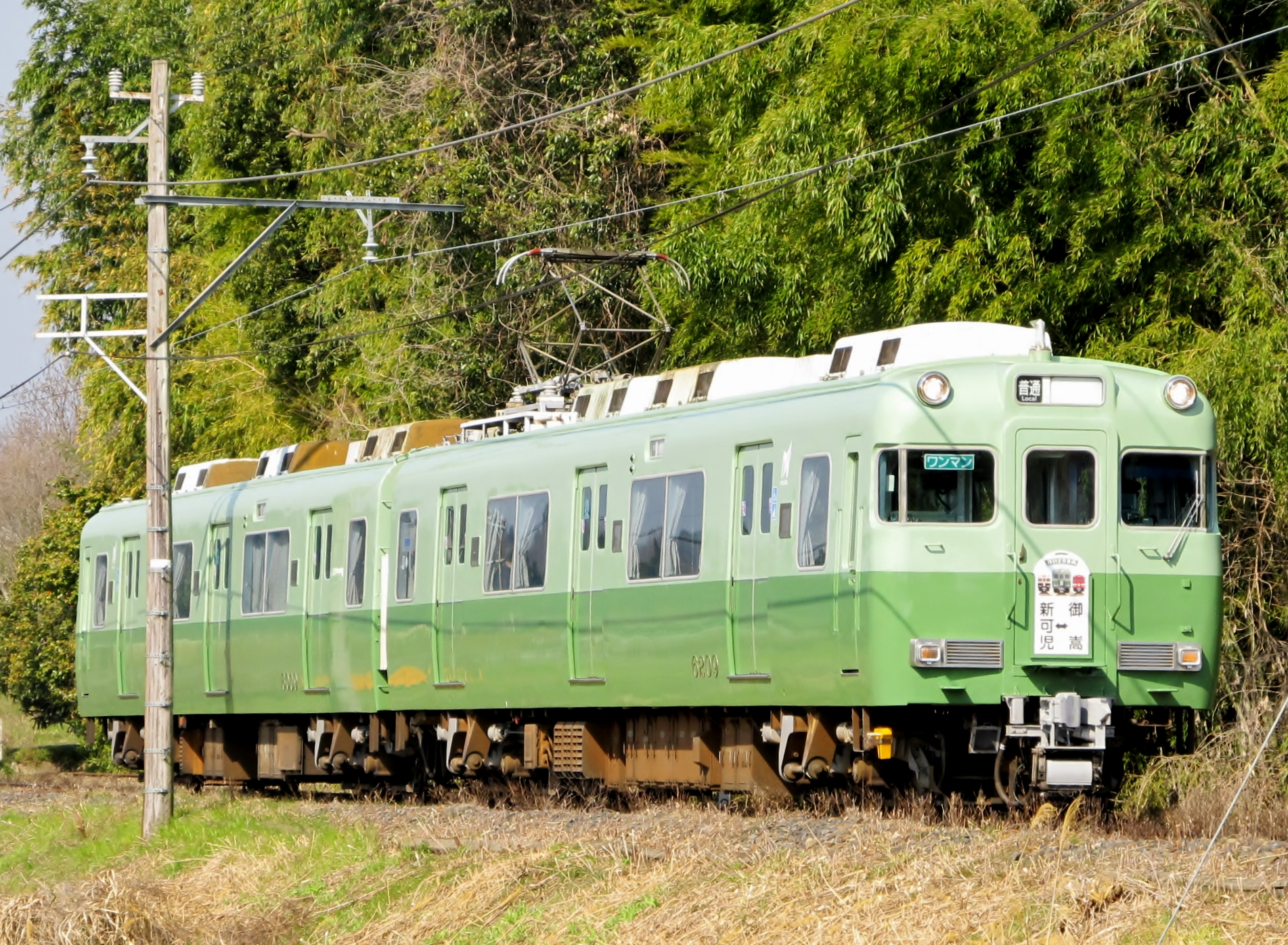
3400系復刻塗装車両 （6009編成）
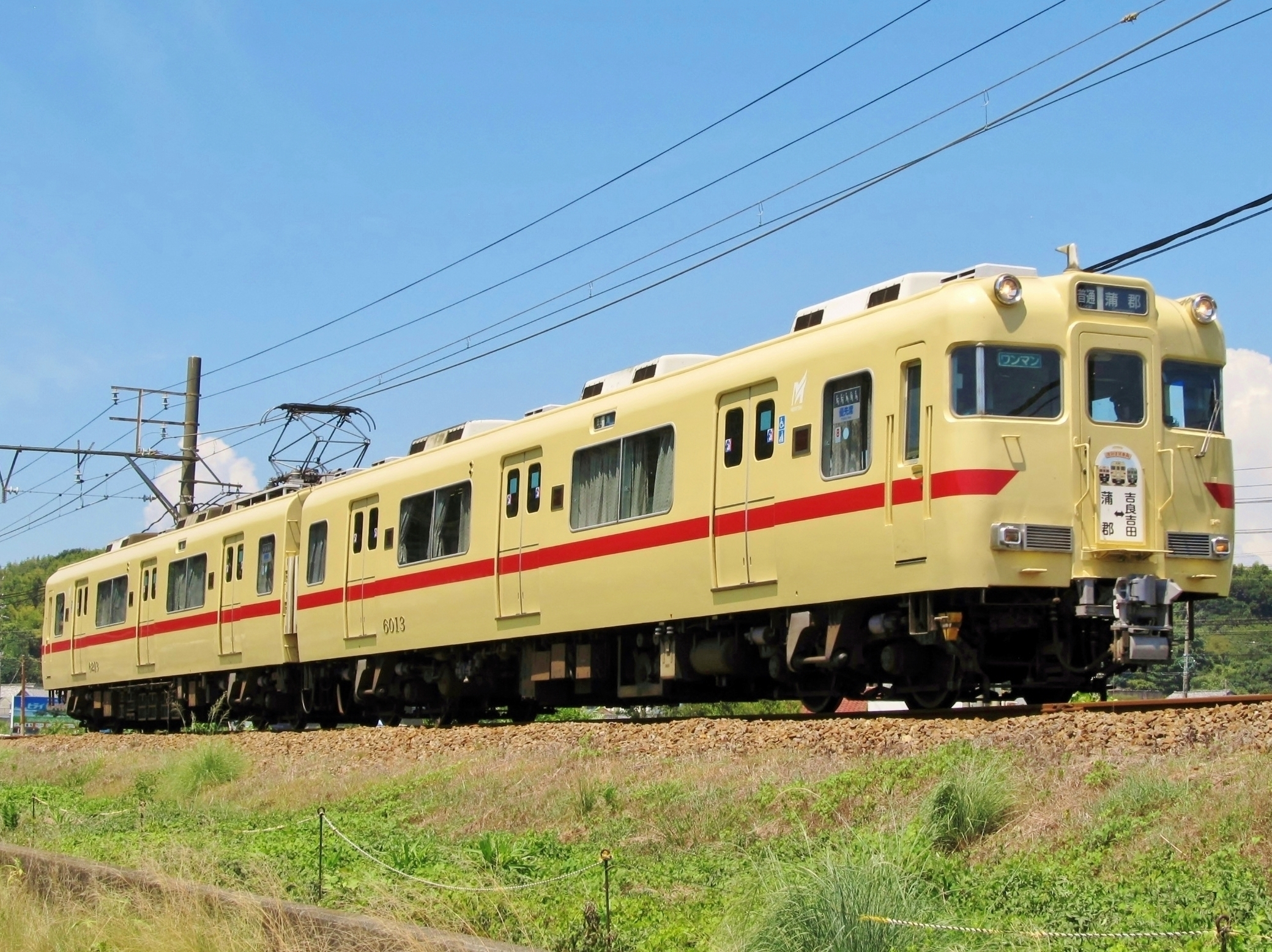
復刻塗装車両 （6013編成）